# Kazimierz Sosnkowski
Kazimierz Sosnkowski (Varsovia, 19 de noviembre de 1885-Arundel, 11 de octubre de 1969) militar polaco que, con el grado de teniente general, desempeñó el cargo de comandante en jefe de las Fuerzas Armadas polacas durante la Segunda Guerra Mundial entre el 8 de julio de 1943 y el 29 de septiembre de 1944. Opuesto a las concesiones a la Unión Soviética y a la utilización extrema de las tropas polacas en el conflicto, se opuso al Alzamiento de Varsovia de 1944 y se retiró al exilio en Canadá poco después de su fracaso en el otoño de 1944.

## Comienzos

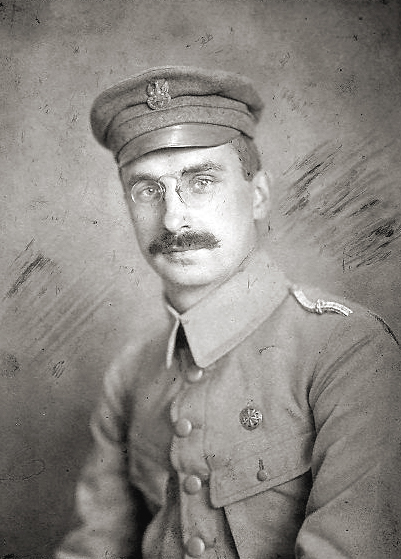
Sosnkowski en 1915, durante su época como lugarteniente de Józef Piłsudski en la Primera Brigada de la Legión Polaca.

Durante la revolución rusa de 1905 se unió a la sección terrorista del Partido Socialista Polaco (en polaco: Polska Partia Socjilistyczna), donde se asoció con Józef Piłsudski. Se convirtió en su lugarteniente en la clandestinidad.
Durante la Primera Guerra Mundial fue jefe del Estado Mayor de la Primera Brigada de la Legión Polaca que mandaba Piłsudski.

## Polonia independiente
En 1918, tras la derrota de Alemania y la liberación de Piłsudski sirvió como jefe del distrito militar de la capital, Varsovia. El 3 de marzo de 1919 fue nombrado viceministro de Defensa y, el 8 de agosto de 1920, ministro. Como tal se convirtió en el principal organizador del nuevo Ejército polaco, a la sombra de Piłsudski.
Durante la guerra polaco-soviética de 1919-1920 logró movilizar a cerca de un millón de hombres para el combate.
Sosnkowski se mantuvo al margen de las disputas partidistas que marcaron el periodo de democracia parlamentaria en Polonia hasta 1926.
Incapaz de respaldar a Piłsudski en su golpe de Estado de mayo de 1926 o de oponerse a su antiguo compañero de armas, trató de suicidarse. En marzo de 1927, recuperado ya, el mariscal volvió a concederle puestos de mando (inspector del Ejército), pero su influencia decayó. Tras la muerte del mariscal el presidente Ignacy Mościcki y el mariscal Edward Smigly-Rydz marginaron a Sosnkowski.
Durante la invasión de Polonia de 1939, sin embargo, fue el único de los dirigentes polacos cuya reputación salió intacta, dirigiendo la retirada por Galitzia hacia territorio rumano. En octubre de 1939, aún en Rumanía, fue nombrado vicepresidente y encargado de la formación de unas fuerzas armadas clandestinas en Polonia, la Unión de Lucha Armada, predecesor del Armia Krajowa.

## La guerra mundial

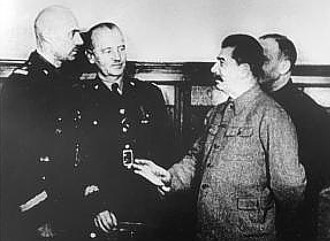
Władysław Sikorski, primer ministro y comandante en jefe de las fuerzas polacas (centro) junto a Stalin en diciembre de 1941. Sosnkowski se opuso a las concesiones a los soviéticos de Sikorski.

Las relaciones entre Sosnkowski y el nuevo primer ministro y comandante en jefe de las Fuerzas Armadas, el general Władysław Sikorski, antiguo comandante de la Segunda Brigada de la Legión y rival de Piłsudski, fueron al comienzo correctas. Tras la invasión alemana de la URSS, sin embargo, empeoraron. Mientras que Sikorski estaba dispuesto a un mayor sacrificio para restablecer relaciones con el gobierno soviético Sosnkowski se mantuvo inflexible. Sikorki sopesó una federación con una Checoslovaquia reconstituida y se mostró dispuesto a ceder a la URSS territorios en el Este a cambio de recibir áreas anteriormente alemanas en el Oeste. Sikorski deseaba establecer rápidamente un acuerdo con los soviéticos para poder reclutar entre los prisioneros polacos en la URSS y lograr la liberación de los muchos civiles encarcelados en la Unión Soviética.
Sosnkowski se opuso al acuerdo soviético-polaco del 30 de julio de 1941, abogando por una postura dura frente a los soviéticos y la obtención de garantías de los británicos. Sikorski, incapaz de lograr estas, vio cómo varios y Sosnkowski dimitían de sus puestos.

### Comandante en jefe

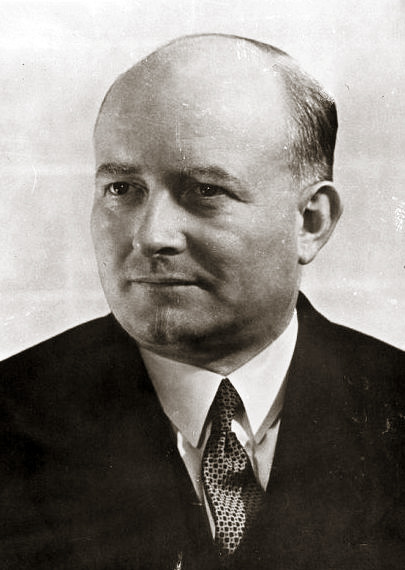
Stanisław Mikołajczyk sucesor al frente del gobierno del fallecido general Sikorski, mantuvo serias desavenencias con Sosnkowki, que se opuso a las concesiones de Mikołajczyk a los soviéticos.

El 4 de julio de 1943 falleció en accidente aéreo en Gibraltar el general Władysław Sikorski, primer ministro del Gobierno polaco en el exilio y comandante en jefe de las Fuerzas Armadas polacas. Sosnkowski fue nombrado entonces para sucederle al frente de las Fuerzas Armadas polacas, que contaban con unos ciento quince mil hombres repartidos por el Reino Unido y Oriente Próximo, el mayor contingente de los países ocupados luchando en el bando aliado. El nuevo comandante el jefe administraba además las fuerzas leales al Gobierno exiliado en Polonia, el conocido como Armia Krajowa. Este, incapaz por sí mismo de expulsar al ejército de ocupación alemán, se había formado con el objetivo de ayudar a la liberación del país en el momento en que el ejército ocupante se hallase a punto de evacuarlo, contribuyendo a la victoria en la fase final de la guerra.
Su nombramiento fue mal recibido por los partidarios de su predecesor en el cargo. Hubo además que trabajar con el nuevo primer ministro, Stanisław Mikołajczyk, del Partido Campesino, luchador pero impopular entre los militares. Sosnkowki no deseaba servir con Mikołajczyk y la relación entre ambos fue mala. Discrepaban sobre estrategia y la mejor política exterior para el país. Mientras el primer ministro sostenía la postura del difunto Sikorski de aplazar la resolución de los desacuerdos con la URSS y, tras recibir gran presión británica tras la conferencia de Teherán, se mostró dispuesto a hacer concesiones territoriales, Sosnkowski se opuso.
Su posición, además, se fue debilitando gradualmente con las sucesivas victorias soviéticas: Stalingrado en el invierno de 1943, Kursk en julio y el posterior avance que los llevó a las antiguas fronteras polacas en septiembre. El descubrimiento por los alemanes de las fosas de la matanza de Katyn, por las que Sikorski había solicitado una investigación a la Cruz Roja, llevaron a la ruptura de las relaciones bilaterales polaco-soviéticas por la URSS. En vísperas de la entrada del Ejército Rojo en el antiguo territorio polaco no existían relaciones diplomáticas entre ambos países. Las potencias occidentales, además, dependían principalmente del esfuerzo militar soviético contra Hitler hasta el desembarco en junio de 1944, lo que los animaba a mantener las buenas relaciones con Stalin y les creaba una sensación de inferioridad frente a este.
A pesar de sus opiniones políticas Sosnkowski, al no pertenecer al gabinete, no podía expresarlas en las reuniones de gobierno, limitándose a comunicárselas al presidente de la república, lo que limitaba su influencia.
La Conferencia de Teherán supuso otro revés para la postura de Sosnkowski: Churchill trató de mejorar las relaciones con los soviéticos proponiendo resolver la disputa territorial fijando la frontera entre soviéticos y polacos en la línea Curzon y compensar a los polacos por la pérdida territorial con zonas alemanas. La propuesta fue aprobada por las tres potencias.
El primer ministro pensó que podría lograr el apoyo de los EE. UU. y que una contribución militar sustancial reforzaría la posición polaca entre las potencias. Sosnkowski, que dependía del suministro británico para sus tropas y ya no podía contar con los reclutas en la URSS tras la ruptura de relaciones, se oponía a participar en grandes operaciones donde las unidades polacas pudiesen convertirse en carne de cañón. Algunas de ellas, sin embargo, como las unidades aéreas, estaban integradas por completo en el Ejército británico, lo que dificultaba su control.
En marzo de 1944, hubo de permitir la participación del II Cuerpo polaco en la batalla de Montecassino, que acabó en victoria pero con grandes bajas polacas, cuatro mil hombres. Se opuso hasta el último momento a la participación de la Brigada Paracaidista en el desembarco de Normandía; cedió el mismo 6 junio.

#### Operaciones en Polonia

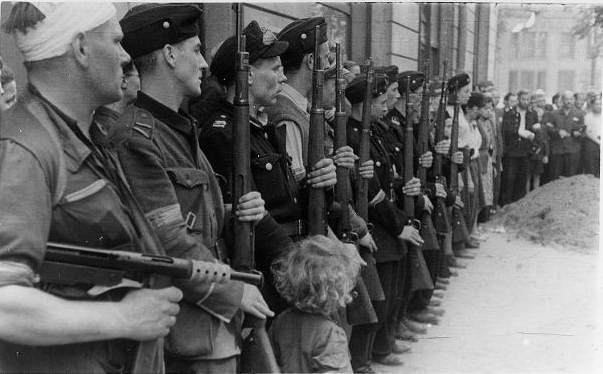
Insurgentes en Varsovia durante el alzamiento de Varsovia en el verano de 1944. Sosnkowski se mostró contrario al levantamiento, pero lo apoyó con vehemencia una vez comenzado.

El Armia Krajowa (AK) era una fuerza heterogénea, que incluso en 1943 no agrupaba a todos los grupos de la resistencia. Contaba sin embargo con cerca de trescientos mil hombres. Tras la captura de su comandante días antes de la muerte de Sikorski, la fuerza quedó al mando de Tadeusz Komorowski, alias Bór, también antiguo legionario.
Ante el avance soviético y su inminente llegada a Polonia se discutió la actitud que el AK debía adoptar frente a él. Sin acuerdo con los soviéticos, el AK debía realizar acciones de apoyo, pero mantenerse en la clandestinidad. Las actividades contra los soviéticos fueron terminantemente prohibidas. Un gran alzamiento nacional quedaba descartado por Sosnkowki y el Gobierno del exilio sin lograr antes la garantía de ayuda Aliada.
La situación polaca era, según Sosnkowski, poco halagüeña: a la falta de acuerdo con los soviéticos se unía la capacidad de estos de establecer un gobierno que les fuese favorable en Polonia. El comandante el jefe se mostró convencido de lo inoportuno de lanzar una gran ofensiva por el AK, haciendo hincapié en las dificultades de auxilio aéreo a una posible acción. Los comandantes en Varsovia, aunque admitían su incapacidad para lograr una victoria militar, deseaban no obstante pasar a la acción por motivos políticos: sostenían que esta podía hacer cambiar la política Aliada hacia Polonia.
Komorowski cambió, tras consultar con el delegado gubernamental en Polonia, las instrucciones de Sosnkowki, ordenando a los comandantes de las unidades clandestinas presentarse ante los soviéticos y no realizar actividades contra estos.
El 4 de enero de 1944 los soviéticos entraban en territorio anteriormente polaco y solicitaban el relevo de Sosnkowki. El Gobierno en el exilio se encontró acorralado entre las exigencias soviéticas, ya con tropas en el terreno, y su creciente insignificancia en el bando Aliado. Churchill aumentó la presión para que el Gobierno aceptase cesiones a los soviéticos, pero se negó a ofrecer garantías de independencia política a la futura Polonia.
Ante la desesperada situación el mando el Polonia decidió llevar a cabo una campaña de sabotaje creciente de los alemanes para mejorar la posición política polaca, pero Sosnkowski se opuso por considerarla inútil. El Gobierno, sin embargo, no se atrevió a vetarla. Sosnkowski, incapaz de evitar el levantamiento, solicitó, probablemente como gesto personal, permiso al Gobierno para regresar a Polonia.
En febrero de 1944, coincidiendo con una nueva ofensiva soviética, comenzó la operación Tempestad, los alzamientos en la línea de avance soviético. La cooperación con los soviéticos, al principio cordial, dio pronto paso al arresto de los oficiales del AK y el reclutamiento forzado de sus hombres en las unidades comunistas. Una nueva ofensiva en junio de 1944 destruyó las defensas alemanas en Bielorrusia, adonde se extendieron las actividades de las insurgencia, a pesar de las continuas desavenencias con los soviéticos, que disolvían las unidades del AK ejecutando en ocasiones a sus oficiales. El 22 de julio de 1944 los soviéticos instalaron un Comité Polaco de Liberación Nacional en Lublin como paso previo a convertirlo en gobierno. El nuevo Ejecutivo nombró su propio comandante en jefe, el teniente general Michal Rola Żymierski.
El fracaso de la operación Tempestad, la presión de Churchill para que el Gobierno en el exilio se entendiese con Stalin y la percepción del primer ministro de que solo un acuerdo con los soviéticos podía mejorar su situación le hicieron decidirse a volar a Moscú para entrevistarse con Stalin, mientras que Sosnkowski mantenía su negativa a realizar concesiones. Sosnkowski defendía el traslado de las unidades del AK que aún existían a la zona de ocupación alemana para conservarlas para acciones futuras, continuando con su oposición a acciones contra los soviéticos y negándose a aprobar una extensión del levantamiento.
El 7 de julio de 1944 promulgó una orden prohibiendo un alzamiento, que los comandantes en Polonia decidieron desobedecer. El motivo era nuevamente político: mejorar la postura polaca entre las potencias occidentales aprovechando la derrota alemana en el Bug. La acción dependía, no obstante, de la cooperación del ejército soviético, que debía apoyar el alzamiento, dificultando así la política de su propio gobierno. Antes de su viaje a Moscú, Mikołajczyk logró el consentimiento del Gobierno para dejar en manos del AK la decisión sobre el alzamiento.
Sosnkowki, con la decisión en otras manos, viajó a Italia, donde el II Cuerpo polaco se preparaba para asaltar Ancona. De camino visitó a la 1.ª División Acorazada, que estaba lista para desembarcar en Arromanches el 29 de julio de 1944, convirtiéndose en el primer soldado polaco en desembarcar en Normandía.
Una vez comenzado el alzamiento en Varsovia el 1 de agosto de 1944, Sosnkowski, que se había opuesto a él, llevó a cabo, como lo hizo el Gobierno, una intensa campaña para recabar el apoyo aliado al mismo. Exigió el envío de la Brigada Paracaidista (en aquellos momentos a punto de participar en la fallida operación Market-Garden), el reconocimiento de los sublevados como combatientes Aliados y el abastecimiento por aire de aquellos. La segunda solicitud fue concedida el 29 de agosto de 1944, mientras se rechazó la primera y el abastecimiento por aire fue muy deficiente.
La operación fracasó en su objetivo de reforzar la posición polaca y convirtió al primer ministro, entonces en Moscú, en un mero peticionario de ayuda soviética al levantamiento. Las concesiones de Mikołajczyk a finales de agosto fueron rechazadas tanto por Komorowski como por Sosnkowski.
A pesar del masivo rechazo del programa del primer ministro, la amenaza de dimisión de este hizo que finalmente lograse un apoyo a regañadientes del gabinete el 29 de agosto de 1944. A este lo siguió el relevo de Sosnkowski, solicitado por soviéticos y británicos (30 de septiembre de 1944).
El 11 de noviembre de 1944, Sosnkowski partió a Canadá, abandonando definitivamente el servicio activo. Dos días después, la rendición de Komorowski supuso la derrota definitiva del Gobierno en el exilio, que perdió toda influencia sobre los acontecimientos políticos.

## Postura política
Sosnkowski consideraba que una gran contribución militar polaca al esfuerzo bélico de los Aliados no garantizaría a Polonia su independencia y el mantenimiento de la integridad territorial con las fronteras anteriores a 1939. Como comandante en jefe trató de conservar en lo posible las fuerzas a su disposición, para las que carecía de nuevos reclutas, y se opuso al Alzamiento de Varsovia de 1944.
El objetivo original del gobierno en el exilio, al que Sosnkowski se aferró durante todo el conflicto hasta su retiro a finales de 1944 era el restablecimiento de la Polonia independiente con las fronteras anteriores a la contienda y la independencia frente a potencias extranjeras, especialmente respecto de la URSS. Las potencias occidentales, sin embargo, habían optado desde la invasión nazi de la URSS por dar prioridad a su alianza con Stalin frente a los deseos de los países centroeuropeos.
Sosnkowski se oponía a esperar al final de la guerra para clarificar las disputas con los soviéticos y era contrario a las concesiones.